# Papas antiguas de Canarias
Les Papas antiguas de Canarias (pommes de terre anciennes des Canaries) sont des variétés traditionnelles de pomme de terre produites dans les îles Canaries. Ces variétés, issues des premières importations en provenance du Pérou dès le XVIe siècle, appartiennent principalement à la sous-espèce Solanum tuberosum susp. andigena et sont très différentes morphologiquement des pommes de terre couramment cultivées en Europe. Elles sont connues localement sous le nom de papas de color ou papas coloradas, par opposition aux papas blancas qui sont les pommes de terre modernes. 
Cette production fait l'objet d'une appellation d'origine protégée (AOP) dont la demande a été enregistrée par la Commission européenne le 11 mars 2011. Le cahier des charges de l'appellation espagnole, Denominación de Origen Protegida, a été publié au BOE (Boletín Oficial del Estado) le 18 septembre 2010 et l'appellation est entrée en vigueur au niveau national à titre transitoire à compter du 26 avril 2011.

## Aire géographique
L'aire géographique de l'appellation comprend toutes les terres aptes à la culture de la pomme de terre situées dans l'archipel des Canaries. Cette zone se caractérise par sa latitude comprise entre 27° 37' et 29° 25' de latitude nord, son altitude inférieure à 1 200 mètres et par ses sols volcaniques pauvres en matière organique et riches en éléments minéraux basaltiques.

## Variétés
Les variétés admises dans l'appellation Papas antiguas de Canarias sont des variétés traditionnelles introduites dans l'archipel depuis le XVIe siècle jusqu'au XIXe siècle, appartenant aux espèces et sous-espèces Solanum tuberosum subsp. andigena, Solanum tuberosum subsp. tuberosum (tétraploïdes). et Solanum chaucha (triploïde).
Ces variétés, au nombre de 28, sont les suivantes : Negrita de El Hierro, Buena Moza ou Palmera Blanca, Colorada, Corralera Tijarafera, Corralera Colorada, Colorada legitima, Corralera, Negra de La Palma, Negra Veteada, Rayada ou Jorge, Haragana, De Ojo Azul, Blanca, Moñigo de Camello, De la Tierra, Azucena Negra, Azucena Blanca, Bonita Negra, Bonita Blanca, Bonita Colorada, Bonita Llagada, Bonita Ojo de Perdiz, Borralla, Colorada de Baga, Negra Yema de Huevo, Peluca Blanca, Peluca Negra et Peluca Roja.